# Bettina Rheims

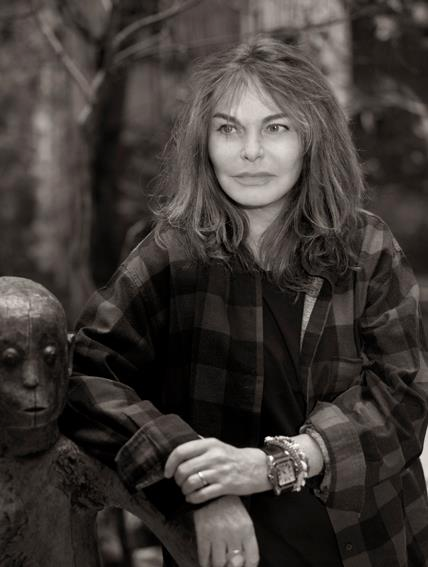
Bettina Rheims v roce 2004

Bettina Rheims (* 18. prosince 1952, Neuilly-sur-Seine, Hauts-de-Seine) je francouzská umělkyně a fotografka. Jde o dceru Maurice Rheimsové z Francouzské akademie. Její sestra Nathalie je herečka, spisovatelka a filmová producentka. Její syn Virgile Bramly je herec.

## Život a dílo
Poté, co pracovala nejdříve jako modelka, novinářka a otevřela si uměleckou galerii, začala v roce v 1978 ve svých 26. letech fotografovat. Zpočátku hodně realizovala obálky alb pro Jean-Jacques Goldmana a portrétovala různé hvězdy.
Od roku 1980 se věnovala výhradně fotografii. Pracovala na sérii fotografií striptýzů umělců a akrobatů, které vystavila v roce 1981 na dvou individuálních výstavách v Centre Pompidou a v Galerii Texbraun v Paříži. Povzbuzena tímto úspěchem pracovala na cyklu portrétů vycpaných zvířat, které byly vystaveny v Paříži a New Yorku.
V téže době pořizovala portréty pro časopisy na celém světě a pro reklamní kampaně (Well a Chanel), vytvořila svou první módní řadu, pracovala na obálkách a filmových plakátech a v roce 1986 režírovala svou první reklamní kampaň.
V roce 1989 své portréty žen publikovala v monografii Female Trouble a vystavovala v Německu a Japonsku. V následujícím roce pracovala na sérii portrétů hermafroditních teenagerů Modern Lovers, které vystavila ve Francii, Velké Británii a Spojených státech, stejně jako vydala cyklus v knižní podobě.
V roce 1995 pořídila oficiální portrétní fotografii francouzského prezidenta Jacquese Chiraca.
V roce 1998 spolu se Sergem Bramlym vydala knížku I.N.R.I., ve které se vrací k životu Ježíše v pohledu současného světa. Pro křesťanské kruhy se stalo toto téma kontroverzní, kniha vyšla současně v několika zemích (Francie, Německo, USA a Japonsko) a zvláště ve Francii vyvolala skandál. Výstava koluje na turné po různých muzeích v Evropě.
Ve své poslední knize The Book Of Olga z roku 2008, věnovanou ruskému milionáři Sergeji Rodionovi, se zabývá jeho ženou Olgou Rodionovou.

## Ceny a ocenění
- 1994: Grand Prix de la Photographie, Paris
- 14. července 2013: Řád čestné legie - Commander of the French Legion of Honour (Officer, 2006)[4]
- 2018: Grand officier de l'ordre du Mérite.